# Der Magier (Tarot)
Der Magier ist eine der auch große Arkana genannten Trumpfkarten des Tarot.

## Darstellung
Meist sieht man den Magier mit der rechten Hand in den Himmel zeigen und mit der linken auf die Erde. Auf einem Tisch vor ihm liegen die Paraphernalien, welche identisch sind mit den Symbolen der kleinen Arkana.
Bei Crowley ist der Magier der griechische Gott Hermes, dessen Arme und Paraphernalien ein Aleph bilden. Symbole der Karte sind: Geflügeltes Ei, Stab des Hermes, Pfeil, Schriftrolle und geflügelte Sonnenscheibe.
Bei Haindl sieht man einen zweigesichtigen Mann, der sowohl in den Tag wie auch in die Nacht blickt. Sein „Taggesicht“ ist alt und ruhig, sein „Nachtgesicht“ wirkt jung und unruhig.

## Entsprechungen
- der Planet Merkur
- der hebräische Buchstabe ב (Beth)